# Krasnosielc (gromada)
Krasnosielc – dawna gromada, czyli najmniejsza jednostka podziału terytorialnego Polskiej Rzeczypospolitej Ludowej w latach 1954–1972.
Gromady, z gromadzkimi radami narodowymi (GRN) jako organami władzy najniższego stopnia na wsi, funkcjonowały od reformy reorganizującej administrację wiejską przeprowadzonej jesienią 1954 do momentu ich zniesienia z dniem 1 stycznia 1973, tym samym wypierając organizację gminną w latach 1954–1972.
Gromadę Krasnosielc z siedzibą GRN w Krasnosielcu utworzono – jako jedną z 8759 gromad na obszarze Polski – w powiecie makowskim w woj. warszawskim, na mocy uchwały nr VI/10/6/54 WRN w Warszawie z dnia 5 października 1954. W skład jednostki weszły obszary dotychczasowych gromad Chłopia Łąka, Grądy, Krasnosielc Nowy, Krasnosielc Osada, Łazy, Przytuły, Sielc Nowy i Wymysły ze zniesionej gminy Krasnosielc oraz obszar dotychczasowej gromady Sulicha ze zniesionej gminy Płoniawy w tymże powiecie. Dla gromady ustalono 27 członków gromadzkiej rady narodowej.
31 grudnia 1959 do gromady Krasnosielc przyłączono obszar zniesionej gromady Pienice w tymże powiecie (bez wsi Boruty, Olki i Rawy).
Gromada przetrwała do końca 1972 roku, czyli do kolejnej reformy gminnej. 1 stycznia 1973 w powiecie makowskim reaktywowano gminę Krasnosielc.